# Яковлев, Александр Фёдорович
Александр Фёдорович Яковлев (19 июня 1935 — 17 сентября 2019) — советский и российский учёный в области животноводства, цитогенетики и молекулярной генетики, член-корреспондент РАСХН (1999), член-корреспондент РАН (2014).

## Биография
Окончил Харьковский зооветеринарный институт (1962) и аспирантуру Пушкинской н.-и. лаборатории разведения с.-х. животных (1965—1968).
Работал во ВНИИ генетики и разведения сельскохозяйственных животных (ВНИИГРЖ): старший научный сотрудник (1968—1971), заведующий лабораторией молекулярной генетики и отделом генетики и биотехнологии (с 1972 г.). В 1983—1985 гг. заместитель директора по научной работе.
Один из разработчиков технологии хромосомного контроля производителей на скрытые генетические дефекты.
Доктор биологических наук (1981), профессор (1982), член-корреспондент РАСХН (1999), член-корреспондент РАН (2014).
Заслуженный деятель науки Российской Федерации (1994). Лауреат премии Совета Министров СССР (1987).
Книги:
- Методы дифференциальной окраски хромосом сельскохозяйственных животных: метод. рекомендации / соавт.: Л. В. Козикова и др. — Л., 1981. — 20 с.
- Цитогенетическая оценка племенных животных. — М.: Агропромиздат, 1985. — 256 с.